# 中島真智子
中島 真智子（なかじま まちこ、1956年4月5日 - ）は、日本の女優。

## 人物
熊本県玉名市出身。
1970年代に活動。
1972年、特撮テレビドラマ『仮面ライダー』（MBS）第53話よりいわゆる「ライダーガールズ」の一員、「トッコ」役で第69話までレギュラー出演。
1973年、『野良犬』（松竹）で朱実役に抜擢された。

## 出演作品

### テレビドラマ
- 仮面ライダー 第53話「怪人ジャガーマン 決死のオートバイ戦」 - 第69話「怪人ギラーコオロギ せまる死のツメ」（1972年、MBS） - トッコ
- 誰のために愛するか（1974年、NET） - 朝倉羊子
- 春風馬堤曲（1974年、NHK）

### 映画
- 新・ハレンチ学園（1971年、ダイニチ映配） - 山岸マミ
- 仮面ライダー対じごく大使（1972年、東映） - トッコ
- 野良犬（1973年、松竹） - 大城朱実

### CM
- 花王ドレッサー[4]
- リフトオレンジ（1978年）[4]